# Herentals
Herentals là một thành phố và đô thị  ở vùng Flanders, một trong ba vùng của Bỉ. Đô thị này thuộc tỉnh Antwerpen. Đô thị này gồm thành phố Herentals và các thị xã Morkhoven và Noorderwijk. Tại thời điểm ngày 1 tháng 1 năm 2006, Herentals có dân số 26.071 người. Tổng diện tích là 48,56 km² với mật độ dân số là 537 người trên mỗi km².